# 周循
周循（2世紀—3世紀），周瑜長子，三國时期人物。據《三國志》記載，周循妻公主孫魯班，官拜騎都尉，有周瑜之風，但如同其父，也很早去世。

## 家庭

### 父族
- 周景：從曾祖父，官至太尉。
- 周異：祖父，洛陽令。
- 周尚：從祖父，（周異弟？）袁術部將，丹楊太守。
- 周忠：從祖父，周景子，官至太尉。
- 周瑜：父親，東吳大都督，三十六歲病逝。

### 妻族
- 孫權：岳丈。
- 孫魯班：正室，周循死後改嫁全琮。

### 親族
- 周胤：親弟，娶孫家宗室，都鄉侯，因罪流放，病死。
- 周徹：族谱中记载为周胤妹，孫登妃。